# 密漁
密漁（みつりょう、英: poaching）とは、国際間の協定や法令を犯して魚介類をとること。陸上の動物や（鯨類や鰭脚類や海牛類を含む）海獣を不法に採取することは密猟と書き分けて区分する。

## 主な密漁の形態
- 免許または許可を得ずに漁業を行った場合
- 禁漁や禁止漁法を定めた各種法令に違反した場合
- 漁業権を侵害した場合

## 各海域における密漁

### 日本近海
2020年10月30日、日本国政府は密漁で資源への影響が懸念される水産物を対象に、漁獲物ごとに「漁獲番号」をつけ、漁業者や取扱事業者に番号の伝達や取引記録の作成・保存を義務づけ、流通の透明化を図る新法案を閣議決定した。2022年内の施行をめざす。

#### 国内密漁の実態
日本においては、アワビやサザエなどの稚貝を放流し養殖を行っている海域で、スキューバーダイビングや小型ボートを用いて密漁が行われている。密漁の規模こそ小さいが、被害額は1件につき数百万円から数千万円にのぼることも珍しくない。背景には、密漁した海産物を組織的に売りさばく暴力団や、密漁された魚介類であっても平気で仕入れるブラック企業の存在があるといわれる。
また、密漁を行う実行犯は漁業者、つまりプロの漁師や漁協関係者が大半である。経済的に困窮した漁師が禁漁期間中に収入を得るため、密漁を行って暴力団に転売するケースが多い。日本で流通するアワビの45％、ナマコは北海道の漁獲量の50％、ウナギは3分の2ほどが密漁品が流通していると推測する者もいる。しかし、密漁に手を染める漁師がいる一方で、密漁の情報を海上保安庁や都道府県警察や同水産部に提供している善良な漁師も多い。密漁事件の多くは善良な漁師からの情報提供によって、被疑者の検挙に結びついている。
2012年の漁業関係法令違反の送致件数は2,657件であり、このうち密漁事犯が2,591件、立入検査忌避などが66件であった。
2017年に摘発された密漁件数2,629件のうち、大半は個人が法令違反の意識が乏しいまま行っており、SNSで密漁場所の情報が拡散していることが、背景にある模様である。
こうした罪悪感が乏しい密漁者の場合は、捕獲のために河川や沿岸の危険区域への侵入を安易に行うことがあり、身体的な危険も伴う。また、外国人による河川や沿岸での不法な密漁も増加傾向にあり、海岸で貝を密漁していた外国人男性が海で溺れ、救助に向かった男性が溺死した、痛ましい事件も報道されている。

#### 日本での取り締まり
日本において密漁の取締りを所掌する官庁は農林水産省の外局の水産庁であり、水産資源の保護については各都道府県の水産課も担当している。水産庁では漁業監督官が、都道府県では漁業監督吏員がその任を負っている。また、海上保安庁や都道府県警察も、水産庁に協力する形で密漁者の取締りを行う。過去には、地元の漁師が自主的に密漁者を監視し、現行犯逮捕する事例も多かったが、暴力事案に発展する場合も多いため、海上保安庁や都道府県警察の立会いの元に取締る場合が増えている。
農林水産大臣または都道府県知事の許可を受けずに許可を要する漁業を営み、密漁で検挙された場合は、3年以下の懲役若しくは200万円以下の罰金が科せられる（漁業法第138条）。
日本における「漁業を営む」の解釈は、「営利の目的で反復継続の意思をもって行う行為」とされ、漁獲の有無については問われない。つまり、例え漁が空振りであったとしても「営利の目的で反復継続の意思」で行ったのであれば、漁網を使う漁業であれば投網、潜水器漁業であれば潜水の時点で既遂となる。
また漁業者が漁業監督官、海上保安官、警察官等の立入検査を忌避した場合は、漁業法の規定により、6ヶ月以下の懲役若しくは30万円の罰金が科せられる（漁業法第141条2項）。
採捕禁止期間や漁法に関する規定は、都道府県の海面漁業調整規則に記載されている。各都道府県によって対象魚種、期間、漁法は異なるので、釣りも含めて魚介類を獲ろうとする際には、注意が必要である。
漁業権の侵害とされるのは通常、共同漁業権のことであり、これは対象となる魚種が指定されたうえで、個人に対してではなく漁業協同組合に対して都道府県知事から付与され、漁業者は所属する組合から漁業権の行使承認を得ているという形になっている。そのため、漁業協同組合によっては一般人に対して有料で漁業権が設定された魚種の採捕を認めているところもある。また、漁業法で規定される漁業権侵害の罰則は、20万円以下の罰金となっており、密漁は高額の利益の割に罰則が軽いことから、都道府県警察では密漁で得た高額の不法収益に対して課税通報制度を積極的に活用することで犯行の抑止を狙っている。

#### 外国漁船による密漁
対馬や隠岐諸島周辺の日本海では、大韓民国の漁船による密漁が多発しているが、夜間に高速化された漁船で密漁を行い、取り締まり船艇の接近時に、即座に韓国へ逃走を図るため、取締りが難しいのが現状である。
近年では中国漁船による密漁も深刻化しており、例えば2011年以降、日本領海内でサンゴを密漁する中国籍の漁船が確認され始め、2014年10月26日には、海上保安庁が小笠原諸島付近の海域で、赤サンゴ密漁中の中国漁船を102隻発見したと発表、10月30日には、伊豆諸島周辺の領海および排他的経済水域で、212隻の中国漁船を発見したと公表し、その後、複数の中国人船長が逮捕されている（中国漁船サンゴ密漁問題）。
以下に、サンゴ密漁事件の事例を挙げる。
- 2011年12月20日、五島列島沖の日本領海内においてサンゴ漁をしていた中国籍の男性を外国人漁業の規制に関する法律違反で逮捕。
- 2013年2月2日、宮古島海上保安署が中国船籍のサンゴ漁船船長の中国人を現行犯逮捕。
- 2014年5月27日、宮古島沖の排他的経済水域でサンゴ密漁中の中国船を拿捕、船内からサンゴが見つかったことから、船長を排他的経済水域における漁業等に関する主権的権利の行使等に関する法律（漁業主権法、EEZ漁業法）違反で現行犯逮捕。
- 2014年10月30日、小笠原諸島沖の排他的経済水域内で中国のサンゴ漁船とみられる船の船長を漁業主権法違反で逮捕。

2012年に外国漁船による漁業関係法令違反で検挙された件数は7件で、このうち漁業主権法違反が4隻（無許可操業2隻、操業水域違反1隻、許可内容違反1隻）、立入検査忌避による漁業法違反が3隻であった（外規法と漁業主権法の改正前なので外国人による立入検査忌避は漁業法違反となる）。2014年は上記のサンゴ密漁問題の発生を受けて検挙件数が増加している。

#### 外国人密漁者の取り締まり
2014年に発生した中国漁船サンゴ密漁問題を受けて関連法の改正が行われ、外国人の密漁に対しては、日本人による密漁に比べて10倍以上の罰金が科せられる。また、漁業法で定められていた立入検査忌避の罰則についても、外国人に対する罰則については別途関連法で定め、日本国籍による立入検査忌避に比べて10倍以上の罰金が科せられるようになった。
例えば、外国人が日本の領海内で漁業を営んだ場合には、外国人漁業の規制に関する法律（外国人漁業規正法）違反となり、検挙された場合は3年以下の懲役若しくは3,000万円以下の罰金になった（日本人は3年以下の懲役若しくは200万円以下の罰金）。また立入検査忌避の場合は、6ヶ月以下の懲役若しくは300万円以下の罰金が科せられる（日本人は6ヶ月以下の懲役若しくは30万円以下の罰金）。
また、外国人が日本の排他的経済水域内で漁業を営む行為については、排他的経済水域における漁業等に関する主権的権利の行使等に関する法律（漁業主権法、EEZ漁業法）により農林水産大臣の許可を要するほか、一律に漁業が禁止されている水域があり、このどちらに違反しても検挙された場合は3,000万円以下の罰金が、立入検査忌避の場合は300万円以下の罰金が科せられる。
しかし当該行為については、日本も批准している海洋法に関する国際連合条約に基づき、担保金による早期釈放制度（ボンド制度）が用意されており、行為の認否に関わらず、指定した担保金または担保金の提供を保証する書面が提出されると、違反者は釈放され押収物（船体や漁獲物）についても返還される。
無許可操業および禁止海域操業の担保金の基準額は3,000万円、立入検査忌避の担保金の基準額は300万円となっており、いずれも罰金と同額の担保金が必要となる。また違法なサンゴ採取については、サンゴ1kgあたり600万円の担保金が加算される。

### フィリピン近海
2013年4月、中国人漁師とみられる乗組員12人が乗った中国船籍の船が、国連教育科学文化機関（ユネスコ）の世界自然遺産に登録されているフィリピン領パラワン島沖のトゥバタハ岩礁海中公園内で座礁事故を起こした。
座礁した中国船内には、ワシントン条約で国際取引が禁止されているセンザンコウの死骸数百体が隠されていた。中国人漁師12人には、海中公園への不法侵入とサンゴの破壊で、約9500万フィリピン・ペソの罰金が科され、さらに密猟で禁錮12～20年が言い渡される可能性がある。

### ガラパゴス諸島近海
エクアドルは、世界遺産に登録されているガラパゴス諸島の周辺海域に、生態学的・経済的価値の保護を目的とする、大規模な海洋禁漁区を設定している。海洋禁漁区内では漁業のほか、採鉱や石油採掘も禁じられている。
ガラパゴス諸島周辺海域は、サメが多く生息している海域だが、アジア向けのフカヒレやサメ肉を目的とする密漁が頻発している。2017年8月には中国船が拿捕され数千匹のサメが押収された。

### 黒海・カスピ海周辺海域
黒海・カスピ海周辺海域に生息するオオチョウザメからは、最高級品キャビアであるベルーガキャビアがとれることから密漁や乱獲が横行し、オオチョウザメの絶滅の危機を招いている。

### カリフォルニア近海
アメリカ合衆国で、オオチョウザメから獲れるベルーガキャビアの輸入が禁止されたのち、カリフォルニア州ではシロチョウザメを原料とするキャビアが、代替品として取引されるようになった。その結果、カリフォルニア州ではチョウザメの乱獲が問題化したため、1954年にカルフォルニア州政府は、商業目的のチョウザメ漁を禁止した。
米国では絶滅危惧種保護法により、2006年から絶滅危惧種となったミドリチョウザメについては、趣味の釣りも禁止されている。また、シロチョウザメについても、カリフォルニア州では趣味で釣り上げる個体数を制限している（体長40～60インチの個体に限り1日1匹、年間3匹まで）。しかし、カリフォルニア州北部では、チョウザメ密漁者の摘発も相次いでいる。